# Xã Lisbon, Quận Yellow Medicine, Minnesota
Xã Lisbon (tiếng Anh: Lisbon Township) là một xã thuộc quận Yellow Medicine, tiểu bang Minnesota, Hoa Kỳ. Năm 2010, dân số của xã này là 201 người.